# María Ana de Jesús Navarro
María Ana Navarro de Guevara y Romero, conocida como Mariana de Jesús, T.O.M.D., (Madrid, 17 de enero de 1565- 17 de abril de 1624) fue una terciaria española de la Orden de la Merced, venerada por la Iglesia católica como beata. Es uno de los santos patronos de Madrid.

## Vida
Nació en Madrid el 17 de enero de 1567, en el seno de una familia acomodada que  relacionaba con los círculos cortesanos. Su padre era peletero al servicio del rey Felipe II.
Fue bautizada en la iglesia de Santiago y en los primeros años de su vida vivió en una casa en la calle de Santiago junto a la calle del Espejo (40°24′58″N 3°42′35″O / 40.4161261, -3.7097301).
Mariana se sintió atraída muy pronto por la vida religiosa. A la edad de 22 años ya tenía la firme determinación de ingresar en un convento, a pesar de la rotunda oposición de su padre (quien, tras enviudar tempranamente, había contraído segundas nupcias) y su madrastra, que tenían concertado su matrimonio con un joven. Sin embargo, de poco sirvieron los intentos de los progenitores por apartarla de su vocación. La leyenda dice que llegó a desfigurarse el rostro y cortar sus cabellos con el fin de verse rechazada por su prometido.
En 1598 se retiró como penitente a la ermita de santa Bárbara de la capital del reino. Allí fue ayudada por fray Juan Bautista del Santísimo Sacramento, religioso mercedario y reformador de la Orden, quien fue su director espiritual hasta su muerte, y por otras personas piadosas. Puso su morada en una pequeña casa, vecina al convento de los mercedarios descalzos, donde pasó varios años dedicada a la oración y la penitencia, así como al servicio a los pobres y necesitados de la ciudad. En 1613 fue recibida en la Orden de la Merced, dado el hábito de terciaria, por impuesto de fray Felipe Guimerán, Maestro General de la Orden, quien al año siguiente, el 20 de mayo de 1614, le recibió la profesión.
La fama de sus virtudes y de las apariciones sobrenaturales y milagros que la acompañaban se extendió rápidamente por Madrid. Sus superiores le ordenaron que escribiera acerca de estas experiencias. En estos escritos, Mariana narra, entre otras cosas, las visiones que tuvo de Jesucristo y la Virgen María y sus éxtasis místicos.
La reina de España, Isabel de Borbón, mandó llamarla a Palacio, y se tuvo por una de las amigas más allegadas, a la que, por entonces, ya era llamada “la santa de Madrid”.
Su muerte se produjo el 17 de abril de 1624 en el convento mercedario de santa Bárbara de la capital madrileña, a consecuencia de una afección pulmonar. Tenía 59 años.

## Fama póstuma
Si ya en vida María Ana había alcanzado gran renombre por su piedad y los prodigios de todo género que se atribuían a su persona, después de su muerte el mismo no hizo sino aumentar. Incluye entre ellos la caída de lluvia en Madrid, en épocas de fuerte sequía, como la que asoló a las dos Castillas en 1613.
Su cadáver fue expuesto al público durante dos días en medio de una gran concurrencia. El artista Vicente Carducho hizo varias máscaras mortuorias de la difunta. El mismo año del fallecimiento se inició el proceso canónico de la beatificación, alentado por el pueblo, la nobleza, y el mismo rey Felipe IV, gran devoto suyo. Apenas transcurrido un mes de su muerte, se inició el proceso informativo de la vida y milagros de Mariana de Jesús. En él declararon 152 testigos. El 8 de agosto de 1624, la Junta de Teólogos y Canonistas de Madrid propuso que se le podía tributar culto particular.
El 31 de agosto de 1627 se abrió su sepultura, y ante el asombro general, supuestamente se encontró que el cuerpo estaba intacto, con la carne fresca y los miembros flexibles, y exhalando una agradable fragancia. De acuerdo a la leyenda, solamente el rostro se encontraba un tanto desfigurado debido a las manipulaciones que se habían hecho para obtener la mascarilla mortuoria. Este hecho inexplicable se habría verificado las sucesivas veces que se inspeccionaron los restos mortales, en 1731, 1924 y 1965.[cita requerida]
El 12 de octubre de 1628 la villa de Madrid se dirigió al papa Urbano VIII en súplica de que se apresurara la beatificación. Su imagen estuvo en la Sala Consistorial de la Casa de la Villa y en su capilla. En 1636 se colocó una imagen suya junto a otras de San Pedro Nolasco y de Nuestra Señora de las Mercedes sobre la primitiva Puerta de Alcalá, construida en 1599 y derribada en 1770 para construir la puerta actual.
El 18 de enero de 1783 fue declarada beata por el papa Pío VI. Era tal el fervor que la figura de Mariana despertaba entre el pueblo, que el Ayuntamiento de Madrid la declaró copatrona de la ciudad, junto a san Isidro Labrador.
El cuerpo incorrupto de la beata se venera en la iglesia del Convento de don Juan de Alarcón de Madrid, toda vez que el antiguo convento de santa Bárbara donde se hallaba fue destruido. El sepulcro donde reposa fue regalado por la reina Isabel II.
Su festividad se celebra el día 17 de abril.
El 8 de marzo de 2011 se abrió el proceso diocesano de canonización en la iglesia de las Mercedarias del convento de Alarcón de Madrid.